# Kevin Tancharoen
Kevin Harwick Tancharoen (Los Angeles, 23 aprile 1984) è un ballerino, coreografo e regista statunitense.

## Biografia
Nato a Los Angeles, California, è fratello dell'attrice, cantante e ballerina Maurissa Tancharoen. Nel corso della sua carriera ha lavorato per artisti come Madonna, Britney Spears e 'N Sync. Ha lavorato in tutti i tour degli 'N Sync ed è stato coreografo e regista del The Onyx Hotel Tour della Spears. 
Nel 2007 è uno dei creatori per MTV di DanceLife, reality show incentrato sulla danza prodotto da Jennifer Lopez. Nello stesso anno dirige una puntata del programma Pussycat Dolls Present: The Search for the Next Doll.
Nel 2009 debutta alla regia cinematografica con Fame - Saranno famosi, remake di Saranno famosi del 1980. Nel 2010 dirige il cortometraggio Mortal Kombat: Rebirth, da cui, l'anno successivo, viene tratta una webserie intitolata Mortal Kombat: Legacy.
Nel 2011 dirige il film-documentario Glee: The 3D Concert Movie, che racconta la serie di concerti intrapresi dal cast delle serie TV Glee.